# Cauci
|  | No s'ha de confondre amb Caucs. |

Els cauci (grec Καῦκοι) eren un grup tribal de l'antiga Irlanda coneguts per un únic esment del geògraf Claudi Ptolemeu qui els situava en la regió dels comtats de Dublín i Wicklow.

## Connexió amb altres pobles
A partir del segle xix, experts en comparativa lingüista, en particular Lorenz Diefenbach, van identificar els Cauci amb el grup germànic chauci dels Països Baixos i nord-oest d'Alemanya, un paral·lelisme que ja va tenir ressò en l'argument d'un antiquari i erudit. Ponents a favor d'aquest punt de vista també van ressaltar que els manapii (Μανάπιοι), que Ptolemeu els localitza a la frontera sud dels Cauci, també comparteixen nom amb una altra tribu continental, els belgues menapii de la Gàl·lia nord-oriental. Aquestes similituds semblaven testificar les migracions de població entre ambdues regions. En l'aspecte lingüístic, la hipòtesi ha estat recolzada i desenvolupada per Julius Pokorny, tot i que la presumpta associació dels Cauci-Chauci no està acceptada universalment.
Aquest investigador, també fa èmfasi en el paral·lelisme de pobles celtes o influenciats per ells en la península Ibèrica, especificant a un cabdill lusità anomenat Kaukainos (Καυκαίνος), i una ciutat anomenada Kauka (Καύκα, actualment Coca), habitada pels Kaukaioi (Καυκαῖοι), entre els vacceus, un prominent grup celta de la península Ibèrica. En referència als possibles descendents dels Cauci irlandesos, Pokorny i Ó Briain donen suport les fosques acceptacions d'Uí Cuaich i Cuachraige, tot i que en cap cas s'ha pogut demostrar una connexió.